# Chelonus paululus
Chelonus paululus är en stekelart som beskrevs av Mccomb 1968. Chelonus paululus ingår i släktet Chelonus och familjen bracksteklar. Inga underarter finns listade i Catalogue of Life.